# Teatro LGBT en Chile
El teatro LGBT (también conocido como teatro gay, teatro lésbico o teatro queer) es un género de teatro que se ha caracterizado por representar las vidas de personas de la comunidad LGBT, y en Chile ha sido una forma de expresión artística, una herramienta de resistencia, memoria y transformación social. Chile es un país marcado por la dictadura militar, el conservadurismo y los silencios impuestos, este teatro ha abierto espacios donde las disidencias sexuales y de género han podido habitar sus propias narrativas, cuestionar las estructuras normativas y visibilizar cuerpos e identidades históricamente marginadas.

## Historia

### Personajes afeminados y travestismo como recurso cómico
Durante el siglo XIX y principios del siglo XX existían representaciones teatrales donde aparecían personajes o situaciones que hoy podríamos leer como homoeróticas, queer o “disidentes” de género. Sin embargo, no estaban concebidas ni reconocidas como “teatro LGBT+”, porque las categorías de identidad sexual y de género que usamos hoy no existían socialmente ni legalmente en ese momento. Durante el siglo XIX y principios del XX en Chile, los escenarios teatrales incluían personajes masculinos afeminados, o mujeres travestidas como hombres, especialmente en géneros como: Teatro de revista, zarzuelas, sainetes populares, comedias costumbristas. Pero estos personajes no eran reivindicativos, sino que se usaban como alivio cómico o caricaturas. El “maricón” era una figura risible, el travestismo era una burla o una sorpresa dramática. Esto reproduce y refuerza la homofobia estructural de la época. La sociedad chilena de fines del siglo XIX y comienzos del XX estaba marcada por un profundo conservadurismo católico, lo que hacía prácticamente imposible representar abiertamente una historia de amor homosexual o identidad de género no conforme. Si se hacía, debía ser disfrazado de humor o tragedia. Cualquier expresión que se saliera del binarismo y la heteronormatividad podía ser considerada inmoral o incluso criminal, en Chile la sodomía sería despenalizada recién en 1999.

### Época de represión
Hablar de teatro LGBT+ en dictadura es hablar de riesgo, metáfora y resistencia velada. Muchas obras utilizaban el subtexto o lo simbólico para tratar temáticas de homosexualidad, travestismo o identidad de género sin caer en la censura. El deseo no normativo aparecía muchas veces disfrazado de sátira o de personajes caricaturescos, lo que si bien permitía cierta visibilidad, también reforzaba estereotipos.
Una figura clave de este periodo es Pedro Lemebel, aunque más ligado a la literatura y la performance que al teatro tradicional, su trabajo junto a Francisco Casas como "Las Yeguas del Apocalipsis" rompió esquemas: llevaron el cuerpo marica, la crítica política y el arte conceptual a espacios insólitos, desafiando de frente al régimen.

### Transición y apertura
Con el regreso de la democracia, el teatro chileno comienza a abrirse más a temáticas LGBT+ explícitas. Surgen obras que ya no temen hablar abiertamente de homosexualidad, VIH/sida, violencia, discriminación y amor queer. Sin embargo, muchas veces estas obras circulaban en espacios alternativos, marginales, lejos de los circuitos más comerciales o institucionales.

### Consolidación y diversificación en la actualidad
En esta etapa, el teatro LGBT+ en Chile se vuelve más visible, más amplio en sus temáticas y más crítico. Ya no se trata solo de mostrar el sufrimiento del “marica sufriente” o la “trans víctima”, sino de complejizar las identidades, los cuerpos y las experiencias.

## Obras y musicales con personajes o temas LGBT

### Obras
- "El lugar común" de Mauricio Barría.

- "La amante fascista" de Alejandro Moreno.

- "Locutorio" de Bosco Cayo, que explora temas de marginalidad, VIH, migración e identidad sexual

- "Pam Berry" de Rae del Cerro.